# Grotte des Demoiselles

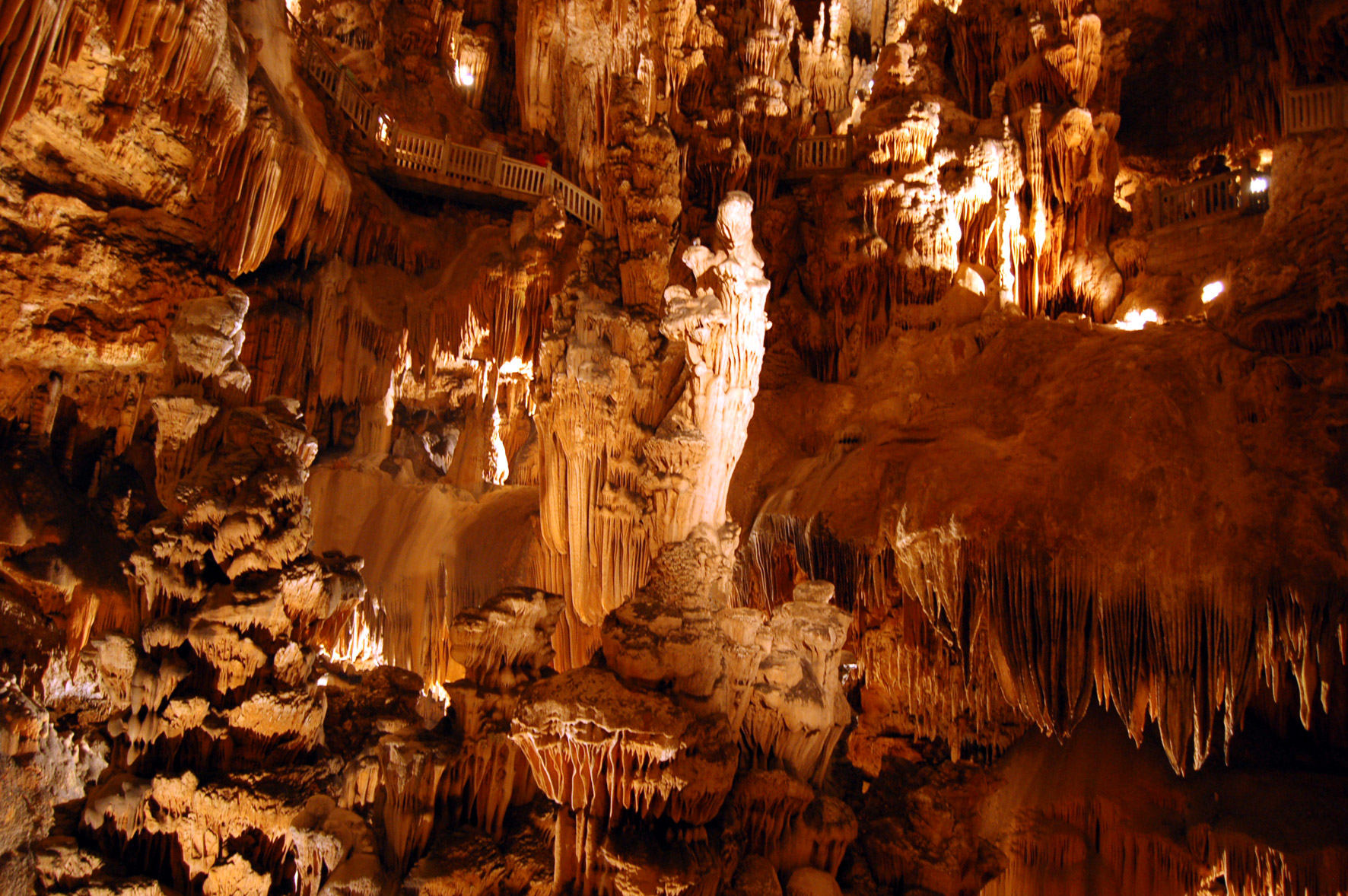
Grotte des Demoiselles

Die Grotte des Demoiselles ist eine Karsthöhle im Gemeindegebiet der französischen Kleinstadt Saint-Bauzille-de-Putois im Département Hérault.

## Geographie
Der Eingang zur Höhle findet sich am Plateau de Thaurac im Bereich der südlichen Cevennen, einer südfranzösischen Gebirgsregion und Ausläufer des Zentralmassives. In der Nähe des Tals von Montoulieu und den Schluchten des Hérault gelegen, grenzt die Höhle somit auch direkt an den Nationalpark Cevennen. Sie findet sich in zerklüfteten Felsformationen auf einer Höhe von etwa 300 Metern.
Die Grotte des Demoiselles liegt etwa fünf Kilometer südlich von Ganges und 38 Kilometer nördlich von Montpellier.

## Beschreibung
Der natürliche Eingang zum Höhlensystem besteht aus einem tiefen Schacht, der allerdings heute nicht mehr verwendet wird. Im Inneren herrscht eine konstante Temperatur von etwa 14 Grad Celsius.
Die Grotte des Demoiselles besteht aus einem Netzwerk von Sälen und Gängen, welche sich vor allem um einen großen zentralen Freiraum gruppieren. Diese sogenannte Cathédrale Souterraine erstreckt sich über eine Länge von 120 Metern bei einer Breite von 80 Metern und einer Höhe von 58 Metern. Unter den zahllosen Formationen von Stalagmiten und Stalaktiten findet sich in dem großen Saal auch ein Stalagmit, der an die Figur einer Madonna mit dem Jesuskind erinnert.
In der Cathédrale Souterraine finden immer wieder kulturelle Veranstaltungen statt.

## Geschichte
Die Höhle wurde erstmals 1770 erwähnt und in der Folge mehrfach wissenschaftlich erforscht.
In den Zeiten von Kriegswirren und auch während der Französischen Revolution diente das Höhlensystem als Rückzugsort und Versteck für verfolgte Personen.
Im Jahr 1926 begann die Errichtung des rund 160 Meter langen Tunnels einer Standseilbahn, welche mit einer maximalen Steigung von 36 Prozent zum Besuchereingang fährt.